# Lars Nielsen (Ruderer)
Lars Nielsen (* 3. November 1960 in Kopenhagen) ist ein ehemaliger dänischer Ruderer und Olympiadritter.

## Sportliche Karriere
Lars Nielsen gewann 1981 zusammen mit Ole Jørgensen und Niels Jørgensen die Silbermedaille im Zweier mit Steuermann beim Match des Seniors, einem Vorläuferwettbewerb der U23-Weltmeisterschaften. Die drei Dänen traten auch bei den Weltmeisterschaften in München an und belegten dort den achten Platz. 1982 traten alle drei Ruderer mit dem Achter beim Match des Seniors an und gewannen den Titel. 
Bei den Weltmeisterschaften 1983 in Duisburg ruderten Ian Baden, Lars Nielsen, Per Rasmussen und Erik Christiansen auf den achten Platz im Vierer ohne Steuermann. 1984 rückte Michael Jessen für Ian Baden ins Boot. Bei den Olympischen Spielen 1984 in Los Angeles ruderten die Dänen im Vorlauf auf den dritten Platz hinter den Neuseeländern und den Deutschen. Mit einem zweiten Platz im Hoffnungslauf hinter den Schweden erreichte der dänische Vierer das Finale. Dort siegten die Neuseeländer vor dem Boot aus den Vereinigten Staaten. 1,62 Sekunden hinter den US-Ruderern gewannen die Dänen die Bronzemedaille mit 1,55 Sekunden Vorsprung auf das Boot aus der Bundesrepublik Deutschland.